# Forstenried

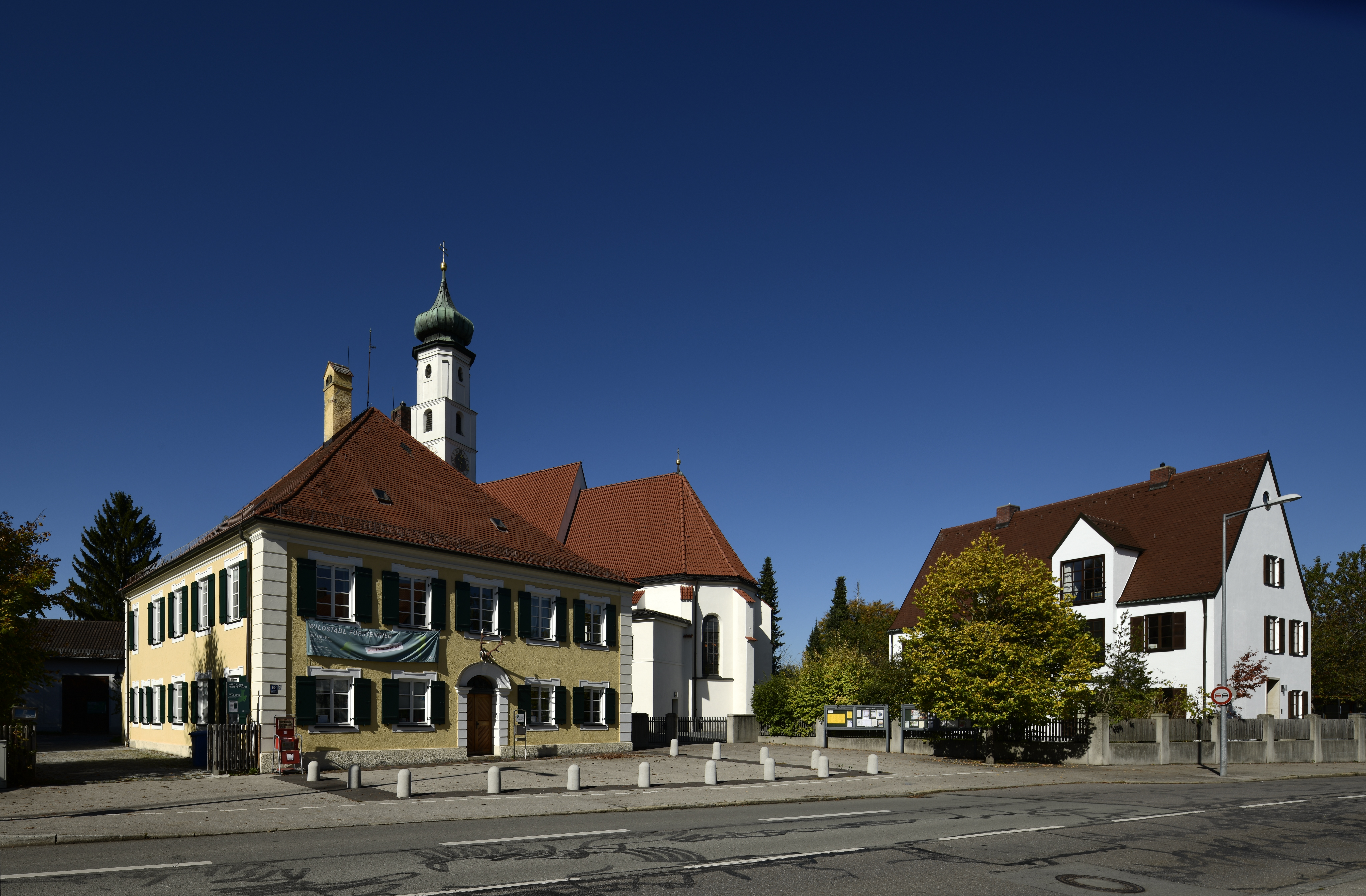
Historischer Ortskern von Forstenried

Forstenried ist ein Stadtteil im Süden der bayerischen Landeshauptstadt München im Stadtbezirk 19 Thalkirchen-Obersendling-Forstenried-Fürstenried-Solln. Der 1166 erstmals urkundlich erwähnte Ort wurde im Mittelalter durch ein in der Dorfkirche aufgestelltes romanisches Kruzifix zu einem Heilig-Kreuz-Wallfahrtsort. Durch die Gemeindeedikte von 1808 und 1818 wurde die Gemeinde Forstenried errichtet, die neben dem namensgebenden Dorf auch die Ortsteile Fürstenried, Maxhof, Oberdilljäger und Unterdilljäger umfasste. Ab 1907 entstand im Norden der Gemeinde die Siedlung Kreuzhof. 1912 wurde Forstenried nach München eingemeindet.
Mit dem Namen Forstenried werden auch bezeichnet:
- die Gemarkung Forstenried, die das ehemalige Gemeindegebiet Forstenrieds umfasst, also die heutigen Stadtteile Forstenried und Fürstenried, und
- der Stadtbezirksteil  19.3, der das ganze Gebiet der Gemarkung Forstenried östlich der A95 umfasst, also neben dem Stadtteil Forstenried auch die Siedlungen Fürstenried Ost und Kreuzhof.

## Geographie
Forstenried liegt im Westen des Stadtbezirks 19. Der Stadtteil grenzt im Westen und Norden an den Stadtteil Fürstenried, im Osten an die Stadtteile Obersendling und Solln und im Süden an den Forstenrieder Park. Das Gelände Forstenrieds ist nahezu eben und liegt auf einer Höhe von etwa 555 m ü. NHN im Norden bis 570 m ü. NHN im Süden.
Der Ort verläuft als Straßendorf entlang der Forstenrieder Allee, die den Stadtteil ungefähr von Nord nach Süd durchzieht und ursprünglich ein Teil der Verbindungsstraße zwischen München und Starnberg war. Der historische Ortskern Forstenrieds mit der Kirche Heilig Kreuz liegt an der Kreuzung der Forstenrieder Allee mit der der ungefähr in Ost-West-Richtung verlaufenden Verbindungsstraße zwischen Solln und Neuried (Straßenzug Herterichstraße / Liesl-Karlstadt-Straße). Er ist als Ensemble Ehemaliger Ortskern Forstenried in die Bayerische Denkmalliste eingetragen.
Größere Grünflächen gibt es nur an der Ostgrenze Forstenrieds entlang der Drygalski-Allee. Nördlich der Stäblistraße liegt die Kleingartenanlage Süd-West 58 zwischen der Filchnerstraße und der Drygalski-Allee. Die Grünflächen südlich der Stäblistraße sind landwirtschaftlich genutzt. Dort liegt auch das Hallenbad Forstenrieder Park, umgangssprachlich Stäblibad genannt. Nicht zu Forstenried gehört der nahegelegene Forstenrieder Park.

## Geschichte

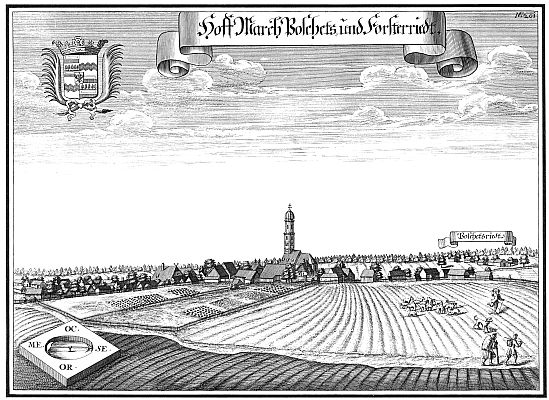
Forstenried um 1700 auf einem Stich von Michael Wening

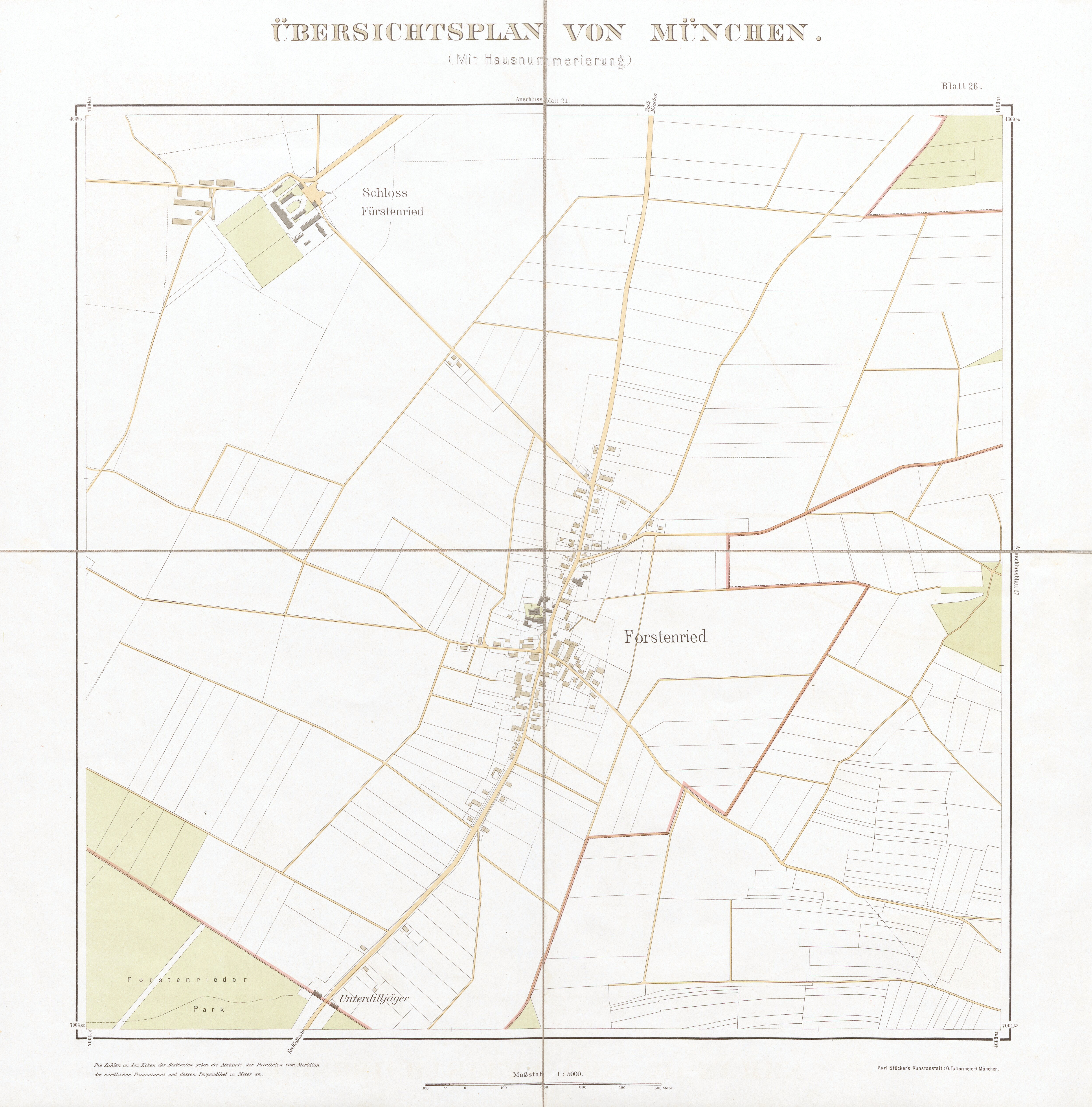
Karte Forstenrieds von 1898

In einer Urkunde des Klosters Polling von 1166 wird ein predium Uuorstersried (=Gut oder Besitz Forstenried) genannt, das ursprünglich dem Kloster Polling gehörte, aber als Lehen in fremden Besitz gelangt war. Dabei lässt die Quelle offen, ob dieses Gut nur einen oder mehrere Höfe oder die gesamte Siedlung erfasste. Dieses Gut sollte nach dem Willen des Kaisers Friedrich Barbarossa dem Kloster zurückgegeben werden. Die tatsächliche Rückgabe erfolgte jedoch erst 1169.
Der Ortsname Uuorstersried ist zusammengesetzt aus Uuorsters und Ried. Uuorster ist der Förster, die Siedlung liegt also nicht einfach nur an einem Forst, sondern sie ist der Dienstsitz des Försters. Forst bedeutete im Hochmittelalter nicht jeden Wald, sondern Wald im königlichen Sonderbesitz, eingezäunt oder anderweitig abmarkiert und der Nutzung durch die allgemeinen Bewohner der Region entzogen. Förster waren die Feldhüter. Gemeint ist hier der heutige Forstenrieder Park, im Mittelalter als Baierbrunner Forst bezeichnet und Teil Waldgürtels der etwa von der Amper im Westen bis zum Inn im Osten reichte und so eine Ausdehnung von etwa 60 km in der Länge und bis zu 20 km in der Breite aufwies. Ried steht für Rodung.
Die Lage an den alten Römerstraßen Augsburg – Salzburg und Bregenz – Salzburg nahe dem Kreuzungspunkt in Gauting (=Bratananium) sowie die Siedlungsform als Straßendorf lässt vermuten, dass die Altstraßen auch im Hochmittelalter weiterhin genutzt wurden und es an ihnen Fiskalgüter der Landesherrschaft gab. Aus diesen Gütern erfolgten dann Schenkungen an Kirche und Klöster. Diese sollten neben der „frommen Absicht“ auch Stützpunkte für Handel und Kriegsführung sowie Lebensmittelerzeugung und handwerkliche Lieferungen bereitstellen. Ein Gründungsdatum lässt sich aus dieser Vorgeschichte nur ungenau bestimmen. In Frage kommen Rodungen schon vor der Jahrtausendwende, etwa im Zusammenhang mit den Klostergründungen von Schäftlarn, Polling und Wessobrunn und dem seit 739 bestehenden Bischofssitz in Freising, dann käme eine Wegstation an den Verbindungsstraßen beziehungsweise den Abzweigungen von der alten Römerstraße in Betracht. Dies auch, weil die Böden zu schlecht waren, um an dieser Stelle eine Gründung als Landwirtschaft anzunehmen.
Als Hofmark kam der Ort, gemeinsam mit dem benachbarten Poschetsried, 1593 an die Familie von Hörwarth.